# Bahnhof Altenglan
Der Bahnhof Altenglan ist der Bahnhof der rheinland-pfälzischen Gemeinde Altenglan. Er gehört zur Preisklasse 6 und verfügt über zwei Bahnsteiggleise. Der Bahnhof liegt im Verbundgebiet des Verkehrsverbundes Rhein-Neckar (VRN) und gehört zu den Tarifzonen 768 und 770. Er wurde am 22. September 1868 als Durchgangsbahnhof der Bahnstrecke Landstuhl–Kusel eröffnet. Mit Eröffnung der aus strategischen Gründen erbauten Glantalbahn Homburg – Bad Münster wurde er am 1. Mai 1904 zum Trennungsbahnhof. Diese Funktion verlor er wieder, als der Abschnitt zwischen Altenglan und Lauterecken-Grumbach stillgelegt wurde. Seit 2000 ist er zudem südlicher Ausgangspunkt des als Draisinenstrecke fungierenden Abschnitts Altenglan–Staudernheim der Glantalbahn.

## Lage
Der Bahnhof befindet sich am südlichen Ortsrand von Altenglan. Seine Anschrift lautet Bahnhofstraße 45. Parallel zu den Bahngleisen verlaufen in diesem Bereich die Bundesstraße 423, der Glan sowie der Glan-Blies-Weg. Im Westen wird der Bahnhof durch die örtliche Eisenbahnstraße begrenzt. Etwas quer verläuft die Bahnhofstraße, die zunächst mit besagter Bundesstraße identisch ist, die Eisenbahnstraße im nördlichen Bahnhofsbereich kreuzt und zu der die Buswendeschleife samt dem 1904 in Betrieb genommenen Empfangsgebäude gehört.
Kurz vor Erreichen des Bahnhofs Altenglan trennten sich die Bahnstrecke Landstuhl–Kusel und die weitestgehend stillgelegte Glantalbahn Homburg–Bad Münster, die zwischen Glan-Münchweiler und Altenglan gemeinsam verliefen. Die Gleise der Glantalbahn sind vom übrigen Schienenstrang in Altenglan inzwischen abgetrennt; seit 2000 ist zwischen Altenglan und Staudernheim ein Draisinenbetrieb eingerichtet.

## Geschichte

### Entstehung der Bahnstrecke Landstuhl–Kusel und der Glantalbahn
Erste Bemühungen, die auf einen Bahnanschluss der nordwestlichen Pfalz abzielten, gehen bis ins Jahr 1856 zurück. Im Zuge des Baus der Rhein-Nahe-Bahn zielte eine Initiative auf eine Trasse über Lauterecken, Altenglan und Kusel bis nach St. Wendel und Neunkirchen ab. Die Bestrebungen setzten sich jedoch nicht durch, da Preußen eine solche Bahnstrecke in erster Linie innerhalb des eigenen Territoriums haben wollte. 1863 erschien in Kusel eine Denkschrift für eine Zweigbahn, die in Landstuhl von der Pfälzischen Ludwigsbahn abzweigen und entlang Mohrbach, Glan und Kuselbach bis nach Kusel führen sollte. In dieser hieß es unter anderem:

„Zu Altenglan befindet sich ferner eine Drahtstiften-Fabrik und eine Tuchfabrik. Erstere allein bezieht und versendet jährlich je 10000 Zentner Draht und Stiften, würde aber ihre Produktion nach Erstellung einer Bahn sicher verdoppeln.“

Des Weiteren wurde angeführt, dass ein Bahnbau den eher schlechten wirtschaftlichen und sozialen Verhältnissen der Region entgegenwirke. Bereits zuvor hatten sich alle Gemeinden zwischen den beiden Städten für eine solche Bahnlinie ausgesprochen. Ein weiteres Argument waren die zahlreichen Steinvorkommen vor Ort, die unter anderem in Paris Verwendung gefunden hatten. Der Bau der 28,7 Kilometer langen Strecke von Landstuhl nach Kusel verlief weitgehend unkompliziert. Die Bauarbeiten am Abschnitt zwischen Glan-Münchweiler und Kusel verzögerten sich, weil nicht genügend Arbeitskräfte angeworben werden konnten. Der erste Güterzug fuhr am 28. August 1868. Am 22. September 1868 erfolgte die offizielle Eröffnung der Bahnstrecke Landstuhl–Kusel. 1899 erhielt der Bahnhof Abschlusssignale.

Gleisplan des Bahnhofs mit Stand von 1870

Gegen Ende des 19. Jahrhunderts gab Bayern seinen Widerstand gegen den Bau einer strategischen Bahn im Glantal auf. Die geplante Strecke – „Glantalbahn“ genannt – sollte von Münster größtenteils entlang des Glans bis nach Homburg unter Mitbenutzung der Kuseler Strecke zwischen Altenglan und Glan-Münchweiler führen. Letztere sollte in diesem Abschnitt zweigleisig ausgebaut werden, wofür Kosten von insgesamt 1,108 Millionen Mark anfielen. Die Bauarbeiten begannen im Juli 1902. Verrichtet wurden die Arbeiten durch Tagelöhner aus Italien.

### Weitere Entwicklung

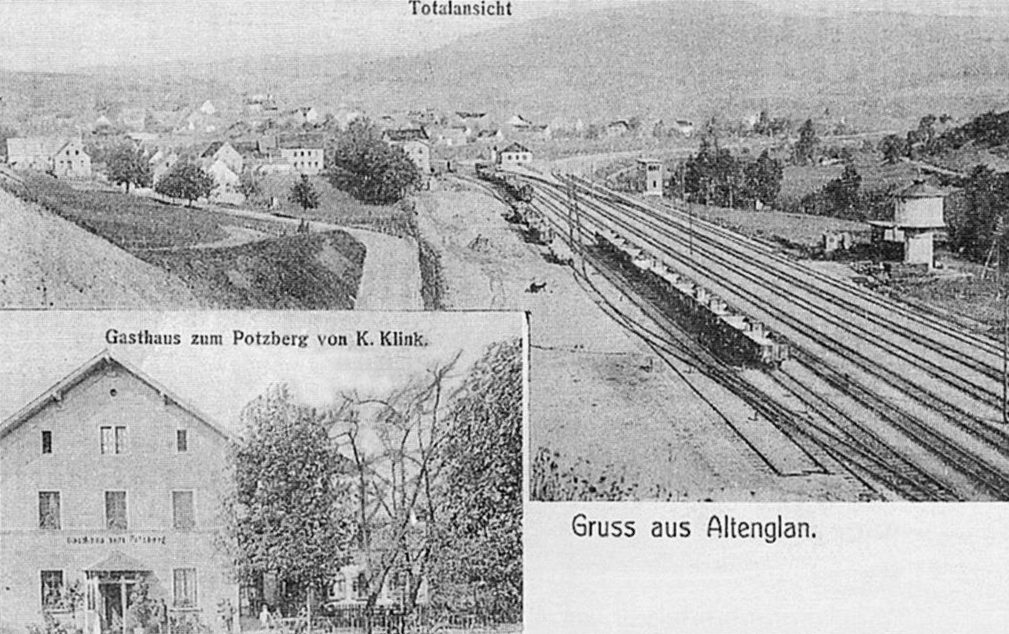
Gleisanlagen des Bahnhof Altenglan im Jahr 1908

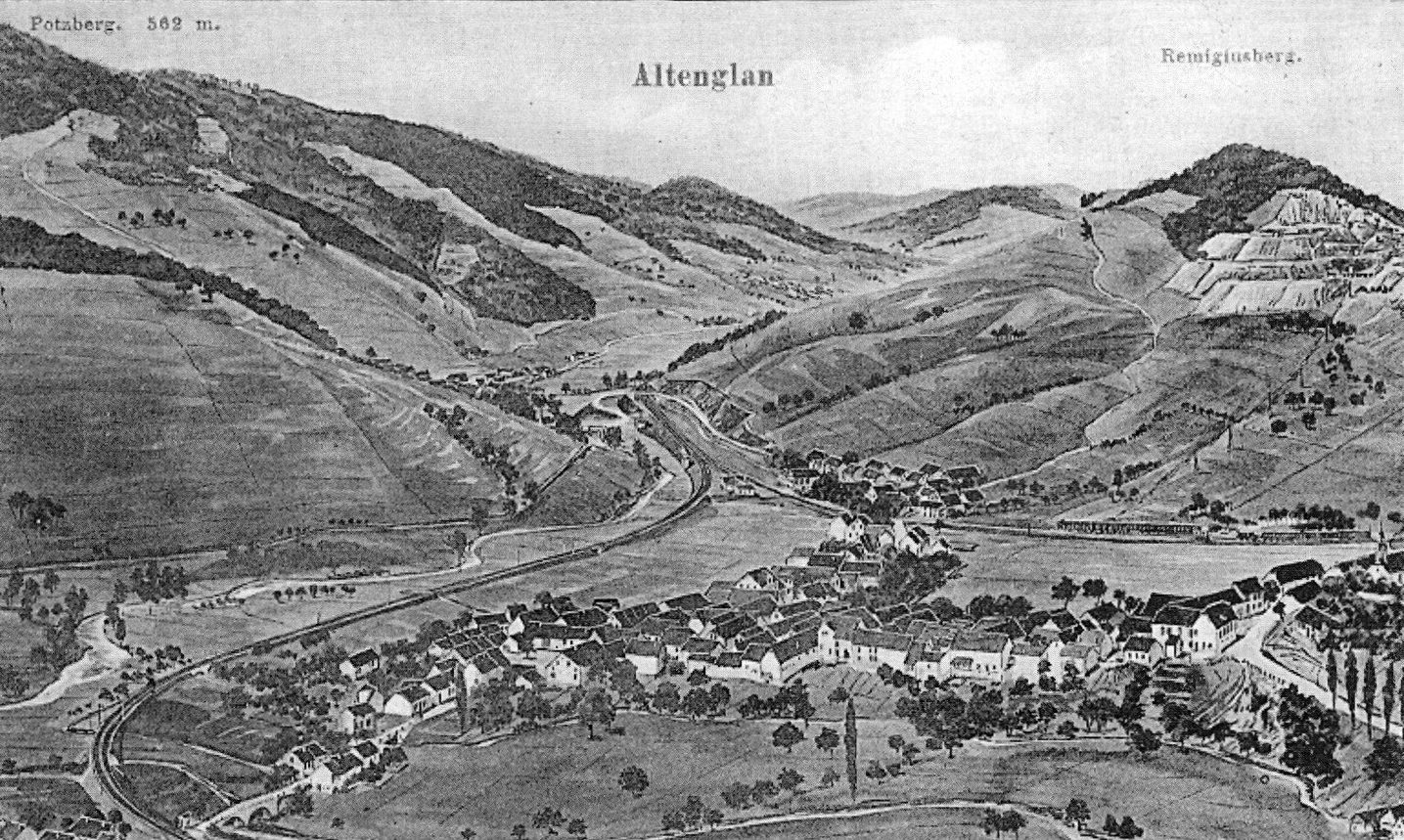
Bahnhof Altenglan (Bildmitte) auf einer Postkarte vor dem Ersten Weltkrieg

Durch die strategische Bahnstrecke wurde der Bahnhof Altenglan zum Trennungsbahnhof, die Bahnhofsanlage zum Keilbahnhof; ein neues Empfangsgebäude wurde in Betrieb genommen. Entlang der neuen Bahnstrecke war Altenglan eine von insgesamt 26 Unterwegsstationen. Bedingt durch die Auflösung der Reichsbahndirektion Ludwigshafen und die damit einhergehende Aufteilung der Glantalbahn auf die Direktionen Mainz und Saarbrücken (von Homburg bis Altenglan) wurde die seit 1904 existierende Bahnmeisterei 1937 aufgelöst. Zwischen dem 24. und 27. September 1938 fand eine Wehrübung in der Pfalz statt. Zu den Zielbahnhöfen der Truppenzüge aus Frankfurt am Main gehörte unter anderem der Bahnhof Altenglan. Am 28. August 1944 griffen Jagdbomber den Bahnhof an. Zwischen dem 28. September und dem 2. Dezember fanden weitere Angriffe statt. Dadurch wurde ein Stellwerk zerstört und der Stellwerkmeister getötet. Am 15. Januar des Folgejahres fand ein weiterer Flugzeugangriff auf den Bahnhof statt. 1945 war die Kapazität der Glantalbahn durch zahlreiche Militärzüge der Alliierten fast vollständig ausgelastet. Die Truppenzüge legten in Altenglan zwecks Versorgung einen längeren Aufenthalt ein. Viele Einheimische nutzten dies, um mit den Soldaten Tauschgeschäfte zu machen.
1952 wurde die Bahnmeisterei in Altenglan wiedererrichtet. Sie war entlang der Glantalbahn zunächst für den Streckenabschnitt Eisenbach-Matzenbach–Niedereisenbach-Hachenbach sowie zwischen Altenglan und Schwarzerden zuständig. In den Folgejahren änderte sich ihr Zuständigkeitsbereich mehrfach; war sie 1958 entlang der Glantalbahn von Jägersburg bis Altenglan sowie zwischen Altenglan und Pfeffelbach verantwortlich. 1976 war sie für die gesamte Strecke Landstuhl–Kusel sowie zwischen Jägersburg und Bedesbach-Patersbach zuständig. Am 12. September 1957 gab es in der Region einen starken Sturm, durch den im Bahnhof Kusel ein Güterwagen selbständig losfuhr. Erst im Bahnhof Altenglan gelang es nach rund 20-minütiger Fahrt, ihn durch Hemmschuhe aufzuhalten. Am 5. Dezember 1965 kam es zu einem Hochwasser in Altenglan, bei dem die Bahnanlagen in Mitleidenschaft gezogen wurden, weshalb der Verkehr zwischen Altenglan und Kusel am Abend eingestellt werden musste. 1977 wurde die Bahnmeisterei Altenglan aufgelöst. Zum 18. Juni 1990 stellte die DB die Strecke nach Kusel auf Signalisierten Zugleitbetrieb (SZB) um; die entsprechenden Anlagen wurden im Bahnhof Altenglan untergebracht. Ebenfalls 1992 wurde das Stilllegungsverfahren für den Abschnitt Altenglan–Lauterecken eingeleitet, was jedoch durch die Umwandlung der Deutschen Bundesbahn in die Deutsche Bahn AG zum 31. Dezember 1993 ausgesetzt wurde.

### Deutsche Bahn und Draisinenbetrieb (seit 1994)
Zum Jahreswechsel 1995/1996 wurde der Glantalbahn-Abschnitt Altenglan–Lauterecken-Grumbach stillgelegt. Um eine endgültige Stilllegung des Glantalbahn-Abschnitts Altenglan–Staudernheim einschließlich Streckenabbau zu verhindern, wurden bei der Technischen Universität Kaiserslautern Pläne entwickelt, auf diesem Streckenteil einen Betrieb mit Eisenbahn-Draisinen einzurichten. Zu den Unterstützern dieses Projekts gehörte der Kuseler Landrat Winfried Hirschberger, dem im Jahr 2000 schließlich die Verwirklichung gelang. Seitdem ist der Bahnhof Altenglan der südliche Ausgangspunkt der Draisinenstrecke und neben den Bahnhöfen Lauterecken-Grumbach und Staudernheim eine von drei Draisinenausleihstationen.
Ende 2003 begannen die Umbauarbeiten an der Bahnstation. Sie umfassten unter anderem die Erhöhung sowie eine Verlängerung der beiden verbliebenen Bahnsteige, um Fahrgästen einen barrierefreien Zugang zu den Zügen zu schaffen. In diesem Zusammenhang wurde ein Busbahnhof mit einer Wendeschleife eingerichtet. Im April des Folgejahres fand die Einweihung des umgestalteten Bahnhofs statt. Von 2009 bis 2011 wurden am Bahnhof außerdem die Informationen für Fahrgäste vor allem durch Installation eines dynamischen Schriftanzeigers verbessert.

## Bauwerke

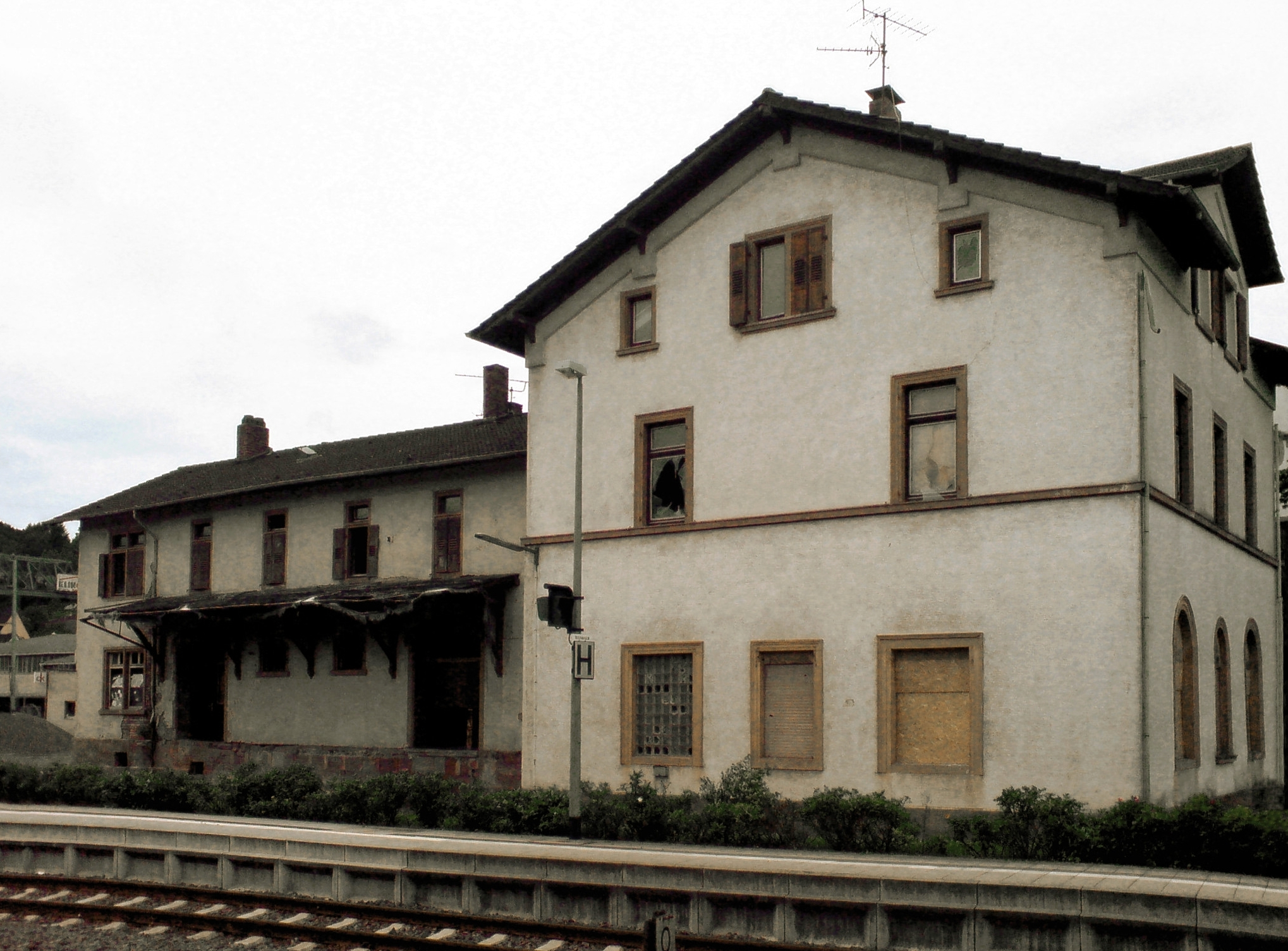
Ursprüngliches Bahnhofsgebäude, später Güterabfertigung, zeitweise unter Denkmalschutz stehend und 2015 abgerissen; im Vordergrund der Bahnsteig Richtung Landstuhl

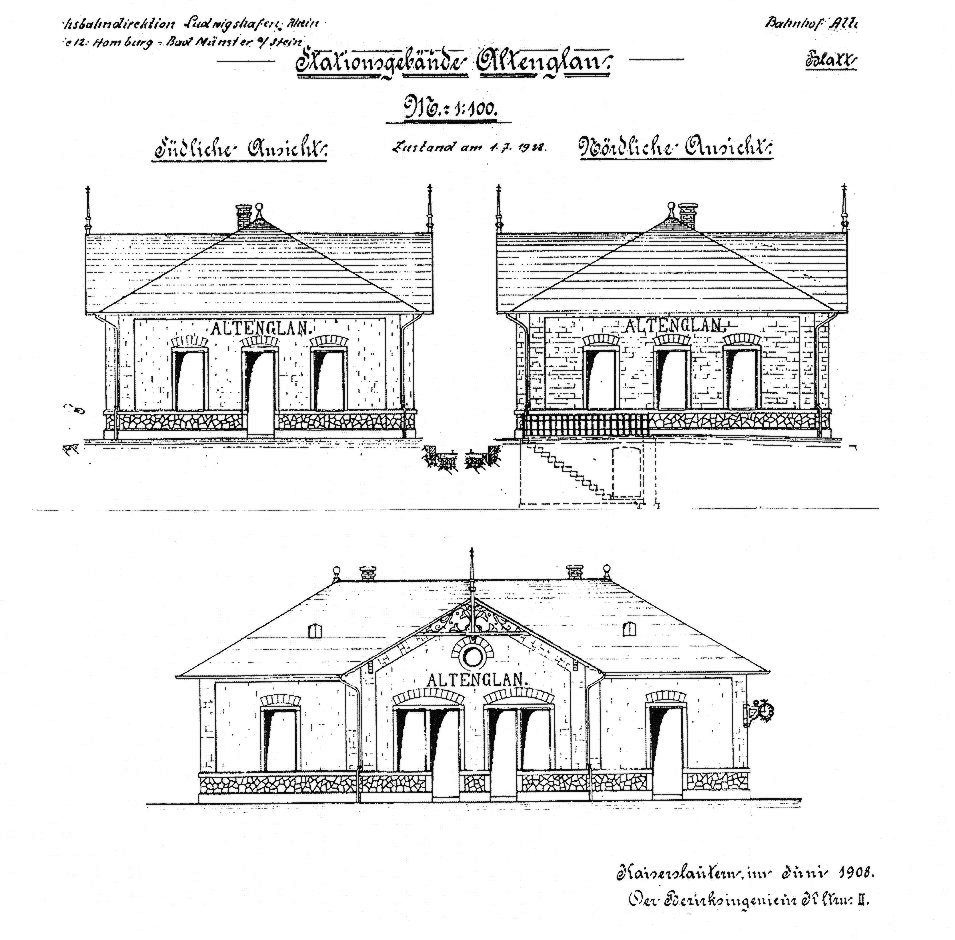
Profil des zweiten Empfangsgebäudes

### Ursprüngliches Empfangsgebäude mit Güterabfertigung
Im Zuge des Baus der Strecke nach Kusel wurde von 1862 bis 1868 westlich der Gleisanlagen ein giebelständiges zweieinhalbstöckiges Empfangsgebäude mit Wohnungen, Verwaltungsräumen und Güterabfertigung errichtet. Der Baustil mit Elementen des Spätklassizismus entspricht dem vieler anderer Bahnhöfe der 1860er und 1870er Jahre entlang der Bahnstrecken innerhalb der Pfalz, beispielsweise auf der 1870 und 1871 erbauten Alsenztalbahn und auf der 1872 eröffneten Bahnstrecke Germersheim–Landau. Sein Ursprung geht auf die größeren Bauten entlang der Maximiliansbahn wie beispielsweise in Maikammer-Kirrweiler zurück. Durch die Gesellschaft der Pfälzischen Nordbahnen wurde der Entwurf erweitert und wurde hauptsächlich bei großen Dörfern und Kleinstädten angewendet.
Wegen der großen Bedeutung des Bahnhofs erfolgte die Ausführung wie in Glan-Münchweiler und Kusel im größeren Volumen. Im Erdgeschoss erhielten Fenster und Türen Rundbögen. Die Außenwände wurden verputzt. Später erfuhr das Bahnhofsgebäude einige bauliche Veränderungen. Ein ursprünglicher Vorbau aus Holz wurde demontiert, der dem Haupttrakt angegliederte traufständige Güterschuppen mit Laderampe verlängert. Die Anlage stand unter Denkmalschutz. Ihre Anschrift lautete Eisenbahnstraße 3. Das Gebäude wurde wegen Baufälligkeit und dem Neubau eines Altersheims im Frühjahr 2015 abgerissen.

### Zweites Empfangsgebäude
Im Zuge der Eröffnung der Glantalbahn erhielt der Bahnhof Altenglan ein neues Empfangsgebäude, das zwischen der Strecke nach Kusel und der in Richtung Lauterecken auf dem Bahnsteig errichtet wurde. Das Bauwerk aus Sandstein lehnt sich entsprechend dem Baustil der Nordbahnen an seine Pendants entlang der strategischen Bahn an. Dennoch unterscheidet sich seine Architektur komplett von den übrigen Bahnhöfen in der gesamten Pfalz. So ist das symmetrisch errichtete Gebäude nur einstöckig und die Dachkonstruktion ist gekreuzt. Darin ist eine Gaststätte untergebracht.

### Sonstige Bauwerke
Der Bahnhof besaß zunächst zwei Stellwerke. Das im nördlichen Bahnhofsbereich mit der Bezeichnung Agn fiel Ende 1944 den Kampfhandlungen zum Opfer. Im südlichen Bahnhofsbereich befand sich ein sogenanntes Wärterstellwerk, das inzwischen außer Betrieb ist. Nach der Eröffnung der Glantalbahn entstand unmittelbar am neuen Empfangsgebäude ein mechanisches Stellwerk nach der Einheitsbauart, in dem ein Fahrdienstleiter untergebracht war. Es war schlüsselabhängig, eine elektrische Fahrstraßenfestlegung besaß es nicht. Mit der Aufnahme des signalisierten Zugleitbetriebs entstand 1989 auf dem Bahnsteig ein Quader aus Beton, in dem die Schaltanlagen der Marke Sig L 90 untergebracht sind.
In der ersten Hälfte des 20. Jahrhunderts befand sich am Bahnhof ein Kiosk. Nachdem im Jahr 1933 Adolf Hitler und die NSDAP an die Macht gekommen waren, wurde er auf deren Initiative geschlossen, weil er von ihr als Sammelbecken politisch linker Kräfte betrachtet worden war. Zum Bahnhof gehörte noch ein früheres Verwaltungsgebäude an der Ladestraße, das keinen neuen Verwendungszweck fand.
In Zusammenhang mit der Ausschreibung der Strecke von Landstuhl nach Kusel entstand im südöstlichen Bereich des Bahnhofs mit der Adresse Bahnhofstraße 81 ein Depot der trans regio, die von 2000 bis 2008 den Personenverkehr betrieb. Das Gebäude, in dem eine Werkstatt eingerichtet ist, steht parallel zum Streckengleis unweit einer Überführung über die benachbarte Bundesstraße 423. Es wird an andere Bahngesellschaften vermietet, so zurzeit an die DB Regio.

### Anlagen
| Gleis | Nutzbare Länge | Bahnsteighöhe | Aktuelle Nutzung                |
| ----- | -------------- | ------------- | ------------------------------- |
| 4     | 130 m          | 55 cm         | Regionalbahn Richtung Kusel     |
| 5     | 155 m          | 55 cm         | Regionalbahn Richtung Landstuhl |

Am Bahnhof existieren Parkplätze, Fahrrad-Stellplätze, einen Anschluss an Buslinien ins Umland sowie eine Wendeschleife für Busse.

## Verkehr

### Personenverkehr

#### Fernverkehr
Sowohl die Strecke nach Kusel als auch die Glantalbahn hatten in ihrer Geschichte kaum Fernverkehr. Da Altenglan durch die Verzweigung der Kuseler Strecke und der Glantalbahn als wichtiger Eisenbahnknotenpunkt fungierte und innerhalb des Streckenverlaufs relativ zentral lag, hielten sämtliche Fernzüge, die über die Glantalbahn fuhren, im Bahnhof. So verkehrte in den Jahren 1926 und 1927 der Calais-Wiesbaden-Express, jedoch nur in Richtung Wiesbaden, über die strategische Bahn mit Halt in Altenglan. Ab November 1942 verkehrte auf besondere Anordnung ein Schnellzugpaar der Relation Berlin–Kassel–Frankfurt–Altenglan–Homburg–Metz für Fronturlauber. In den Jahren 1945 und 1946 fuhr ein letztes Mal ein Schnellzugpaar auf der Strecke zwischen Saarbrücken und Koblenz, das für den Zivilverkehr nur eingeschränkt zur Verfügung stand. Dies war zudem der letzte durchgehend über die Glantalbahn verkehrende Zug mit dem Anfang der 1960er Jahre stillgelegten Abschnitt Odernheim–Bad Münster.

#### Nahverkehr
Mit Eröffnung der Bahnstrecke Landstuhl-Kusel verkehrten pro Tag vier Zugpaare entlang der Strecke, davon zwei reine Personenzüge und zwei gemischte Züge. Ein gemischter Zug wurde später in einen reinen Personenzug umgewandelt. Nach Eröffnung der Glantalbahn fuhren drei Zugpaare zwischen Homburg und Bad Münster über Altenglan. Die Fahrten zwischen Landstuhl und Kusel wurden durch Züge auf dem Abschnitt Altenglan–Kusel ergänzt, die den Anschluss an die neu eröffnete Strecke herstellten.
1905 wurden am Bahnhof 30.507 Fahrkarten verkauft. Der Fahrplan von 1920 enthielt samstags einen Zug von Altenglan nach Saarbrücken, außerdem gab es Züge zwischen Homburg und Kusel sowie zwischen Saarbrücken und Bad Münster. Vor allem in den 1930er Jahren gab es an den Bahnstrecken im Einzugsgebiet von Glan und Lauter mehrere Eckverbindungen wie Kaiserslautern–Lauterecken–Altenglan–Kusel. Obwohl die Strecke nach Kusel bereits Ende 1936 eine Verbindung nach Türkismühle erhielt, verkehrte erst ein Jahr später ein durchgehender Zug zwischen Altenglan und Türkismühle.
1965 wurden zwei Eilzugpaare zwischen Zweibrücken und Mainz eingerichtet, die über die Glantalbahn verkehrten und die in Altenglan hielten. Initiator dieser Verbindung war der damalige Zweibrücker Oberbürgermeister Oskar Munzinger, der damals auch dem Landtag von Rheinland-Pfalz angehörte und seine beiden Arbeitsplätze miteinander verbunden haben wollte. Im Volksmund wurden diese Züge deshalb als „Munzinger-Express“ bezeichnet. Aufgrund der inzwischen fehlenden Verbindung Odernheim-Bad Münster mussten diese Züge nach Staudernheim fahren, dort die Fahrtrichtung wechseln und anschließend in Richtung Osten die Nahetalbahn benutzen. 1967 gab es ein weiteres Paar zwischen Homburg und Gau Algesheim. Ab 1970 waren diese offiziell nur noch Nahverkehrszüge, ehe sie 1979 komplett eingestellt wurden. Ab 1975 ruhte der Verkehr an Sonn- und Feiertagen.
Den Streckenabschnitt Altenglan–Lauterecken befuhren in den letzten Jahren vor der Einstellung der Personenbeförderung an Werktagen drei Zugpaare. Das Angebot zwischen Altenglan und Kusel betrug zur selben Zeit 15 Paare und reduzierte sich in den Folgejahren geringfügig; 12 Züge fuhren nach beziehungsweise von Landstuhl aus. Ab Mai 1996 gab es Verbesserungen im Angebot; die Strecke wird seither mindestens stündlich bedient. Der 1975 eingestellte Personenverkehr an Sonntagen wurde reaktiviert.
| Zuggattung | Streckenverlauf                                                   | Taktfrequenz |
| ---------- | ----------------------------------------------------------------- | ------------ |
| RB 67      | Kaiserslautern – Landstuhl – Glan-Münchweiler – Altenglan – Kusel | stündlich    |

### Güterverkehr
Wie bei den meisten Bahnhöfen im unmittelbaren Umland machten vor Ort die Produkte der Hartsteinindustrie einen großen Teil des Güterverkehrs aus. 1905 wurden beispielsweise 42348,12 Tonnen versandt beziehungsweise empfangen. Unmittelbar nordöstlich des Remigiusberg existierte ein Steinbruch von Hugo Bell, von dem ab etwa 1900 eine Seilbahn zu einer Verladeanlage nordwestlich des Bahnhofs führte.
1920 verkehrte ein Nahgüterzug der Relation Lauterecken-Grumbach–Homburg sowie einer zwischen Altenglan und Kusel. Zwischen Altenglan und Homburg fuhr ein Durchgangsgüterzug und im Bedarfsfall einer von Kaiserslautern nach Altenglan. Der Güterverkehr im Jahr 1934 war größtenteils von Wagenladungen und solchen „zum Zwecke der Reichsautobahnen“ geprägt.
Anfang der 1920er Jahre entstand der zur Gemeinde Eßweiler gehörende Schneeweiderhof als Arbeiterkolonie. Da dort seit der Mitte des 19. Jahrhunderts ein Steinbruch existierte, wurde eine Seilbahn zum Bahnhof Altenglan eingerichtet. Nördlich des Bahnhofs wurden mehrere Ladegleise eingebaut. 1976 wurde die Seilbahn demontiert und die Verladegleise wurden abgebaut. Nordwestlich des Bahnhofs befand sich unweit des früheren Rammelsbacher Tunnels beim Remigiusberg eine Verladeanlage des Steinbruchs von Hugo Bell, von dem die Steine ebenfalls mittels einer um 1900 eingerichteten Seilbahn transportiert wurden.
1969 wurden vom Bahnhof insgesamt 1293 Wagenladungen versandt, davon waren lediglich 54 kein Dienstgut. Im selben Jahr wurden 212 Ladungen empfangen, davon 23 als Dienstgut.
In den 1990er Jahren verkehrte abends ein Übergabegüterzug vom Rangierbahnhof Einsiedlerhof an der Bahnstrecke Mannheim–Saarbrücken über Altenglan bis Kusel. Inzwischen sind sämtliche Gütergleise abgebaut worden. Güterverkehr findet nicht mehr statt.

### Busverkehr

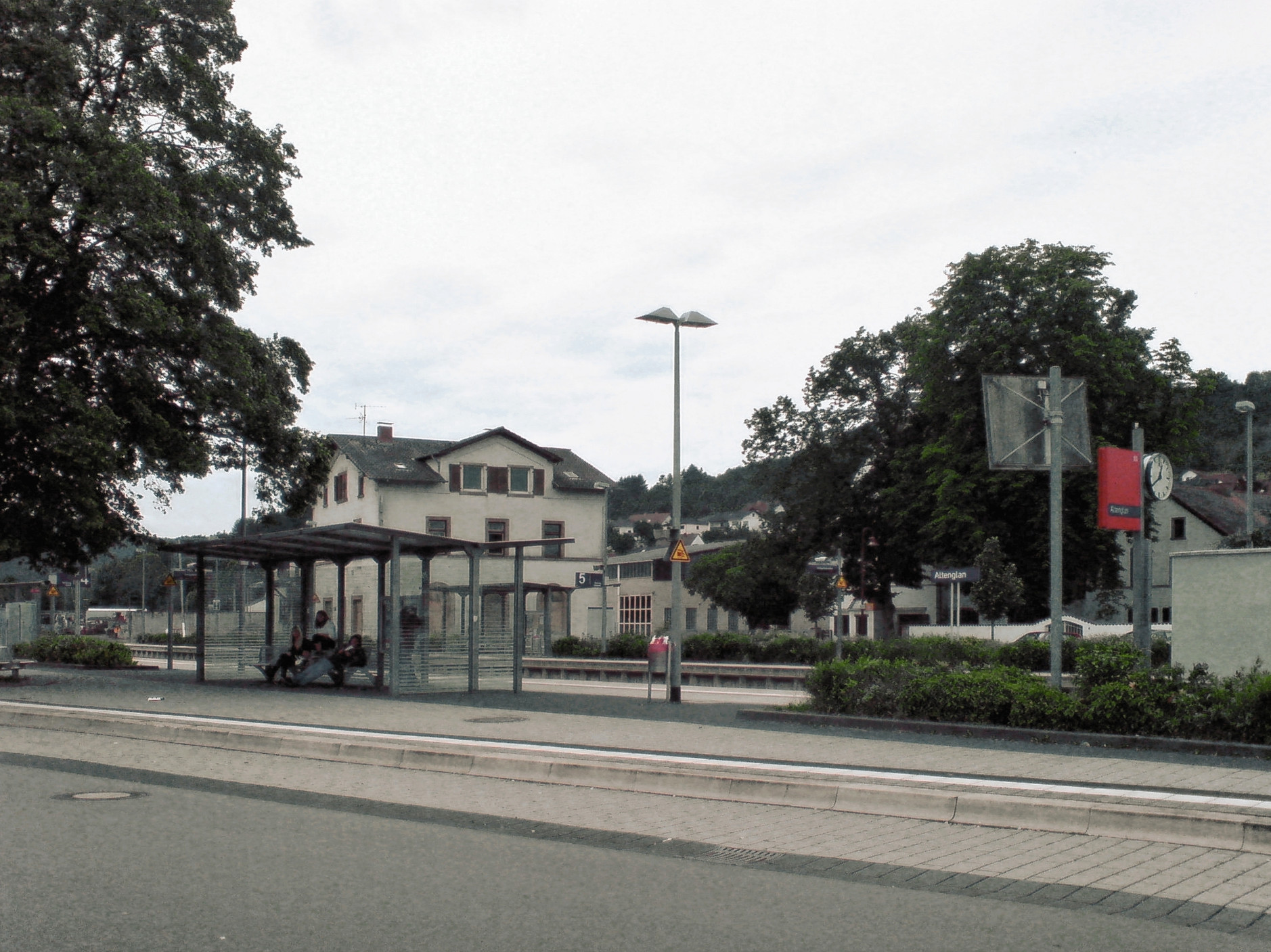
Bahnsteig des Bahnhofs, im Vordergrund die Bushaltestelle, im Hintergrund die frühere Güterabfertigung

Zwischenzeitlich wurde im Einzugsbereich des zweiten Empfangsgebäudes eine Bushaltestelle samt Buswendeschleife eingerichtet. Bedient wird sie von den Buslinien
- 270 Kusel–Rammelsbach–Altenglan–Patersbach–Bedesbach–Erdesbach–Ulmet–Rathsweiler–Niederalben–Eschenau–Sankt Julian–Glanbrücken–Offenbach am Glan–Wiesweiler–Lauterecken
- 271 Kusel–Rammelsbach–Altenglan–Patersbach–Erdesbach–Ulmet–Rathsweiler–Niederalben–Eschenau–Sankt Julian–Gumbsweiler–Glanbrücken–Offenbach am Glan–Wiesweiler–Lauterecken
- 274 Kusel–Rammelsbach–Altenglan–Welchweiler–Elzweiler–Horschbach–Hinzweiler–Rothselberg/Wolfstein
- 275 Kusel–Rammelsbach–Altenglan–Friedelhausen–Bosenbach–Niederstaufenbach–Eßweiler/Jettenbach (Pfalz)–Rothselberg–Kreimbach-Kaulbach–Olsbrücken/Rutsweiler an der Lauter–Roßbach (Pfalz)–Wolfstein
- 276 Kusel–Rammelsbach–Altenglan–Mühlbach am Glan–Rutsweiler am Glan–Theisbergstegen–Gimsbach–Haschbach am Remigiusberg–Kusel
- 277 Altenglan–Friedelhausen–Bosenbach–Niederstaufenbach–Oberstaufenbach–Neunkirchen am Potzberg–Föckelberg–Etschberg
- 2977 (Ruftaxi) Altenglan–Wildpark Potzberg

Alle Linien werden von der Saar-Pfalz-Bus GmbH, einer Tochtergesellschaft der Deutschen Bahn, betrieben.

### Draisinenverkehr

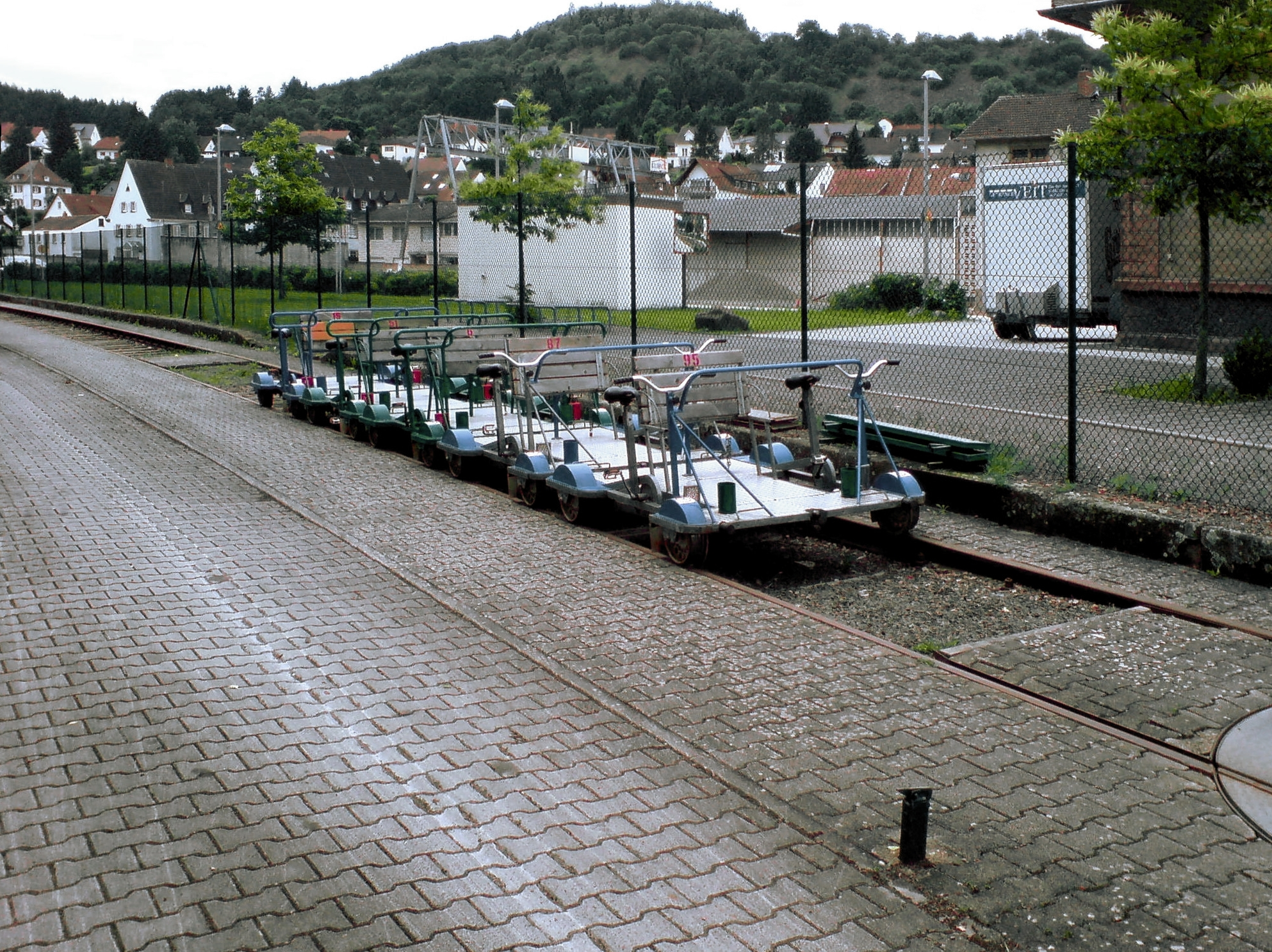
Draisinen im Bahnhof Altenglan

Der Bahnhof Altenglan ist neben den Bahnhöfen Lauterecken-Grumbach und Staudernheim eine von drei Ausgangspunkten für Draisinenfahrten an der Glantalbahn, die Ausleihstation liegt an den Gleisen in Richtung Lauterecken-Grumbach.